# Szergej Mihajlovics Romanov orosz nagyherceg
Szergej Mihajlovics Romanov (oroszul: Сергей Миха́йлович Романов; Borzsomi, 1869. október 7. – Alapajevszk, 1918. július 18.), a Holstein–Gottorp–Romanov-házból származó orosz nagyherceg, az Orosz Cári Hadsereg tüzérségi tisztje. 1918-ban, testvérei közül elsőként, kivégezték a bolsevikok.

## Élete

### Származása és ifjúkora
Szergej Mihajlovics nagyherceg Mihail Nyikolajevics nagyherceg és Cecília badeni hercegnő hatodik gyermekeként, illetve ötödik fiaként jött világra 1869-ben. A család Grúziában élt egészen 1881-ig, mivel Mihail nagyherceg volt a Kaukázus alkirálya. Szergej Mihajlovics és testvérei főként Tifliszben töltötték gyermekkorukat, spártai szigorban nevelkedve.
Szergej Mihajlovicsot – akárcsak fivéreit – katonai pályára szánták. Alig két hetes volt csupán, amikor már a nevét adta a 153. Vakusznkij Gyalogsági Ezrednek. Később Szergej a Mihajlovszkij Tüzérségi Akadémiára járt, és ennek az elvégzése után tüzérként belépett a hadseregbe. 1891-ben III. Sándor cár szárnysegédjévé nevezték ki; 1899-ben ezredesi rangot kapott. A nagyherceg élvezte a tüzérségnél teljesített szolgálatot; hamar felküzdötte magát a katonai megfigyelő rangjáig, melyet csak a monarchia megdöntésével vesztett el.

Szívesen foglalkozott a matematikával és a fizikával is; ez a tevékenysége nagy csodálkozást váltott ki családjából. Rajongott az éneklésért: volt egy saját kórusa, amit a Cári Színház igazgatója vezetett. A körülbelül hatvan tagból álló kórus rendszeresen fellépett a nyilvánosság előtt. A nagyherceg emellett kedvelte a tréfákat, az etikettet rendszeresen áthágta. Fiatalabb korában ő és legkisebb bátyja, Alekszandr Mihajlovics nagyon jó barátságban álltak II. Miklós cárral, ám később eltávolodtak egymástól, amikor Alekszandr Mihajlovics elkezdte kritizálni a cár politikáját.
Szergej nagyherceg különösen jó kapcsolatot ápolt legfiatalabb testvérével, Alekszandr Mihajloviccsal. 1891-ben együtt utaztak el Indiába, ahol édesanyjuk halálhíre utolérte őket. A fivérek egy nőt is szerettek: Kszenyija Alekszandrovna nagyhercegnőt, III. Sándor cár idősebb leányát. Kszenyija Alekszandrovna 1894-ben Alekszandr Mihajlovics mellett döntött, és összeházasodott vele. Szergej nagyherceg ettől kezdve agglegényként élt; édesapja halálát követően az Új Mihajlovszkij-palotába költözött fivéreihez, Nyikolaj Mihajlovicshoz és Georgij Mihajlovicshoz.

### Matyilda Kseszinszkaja

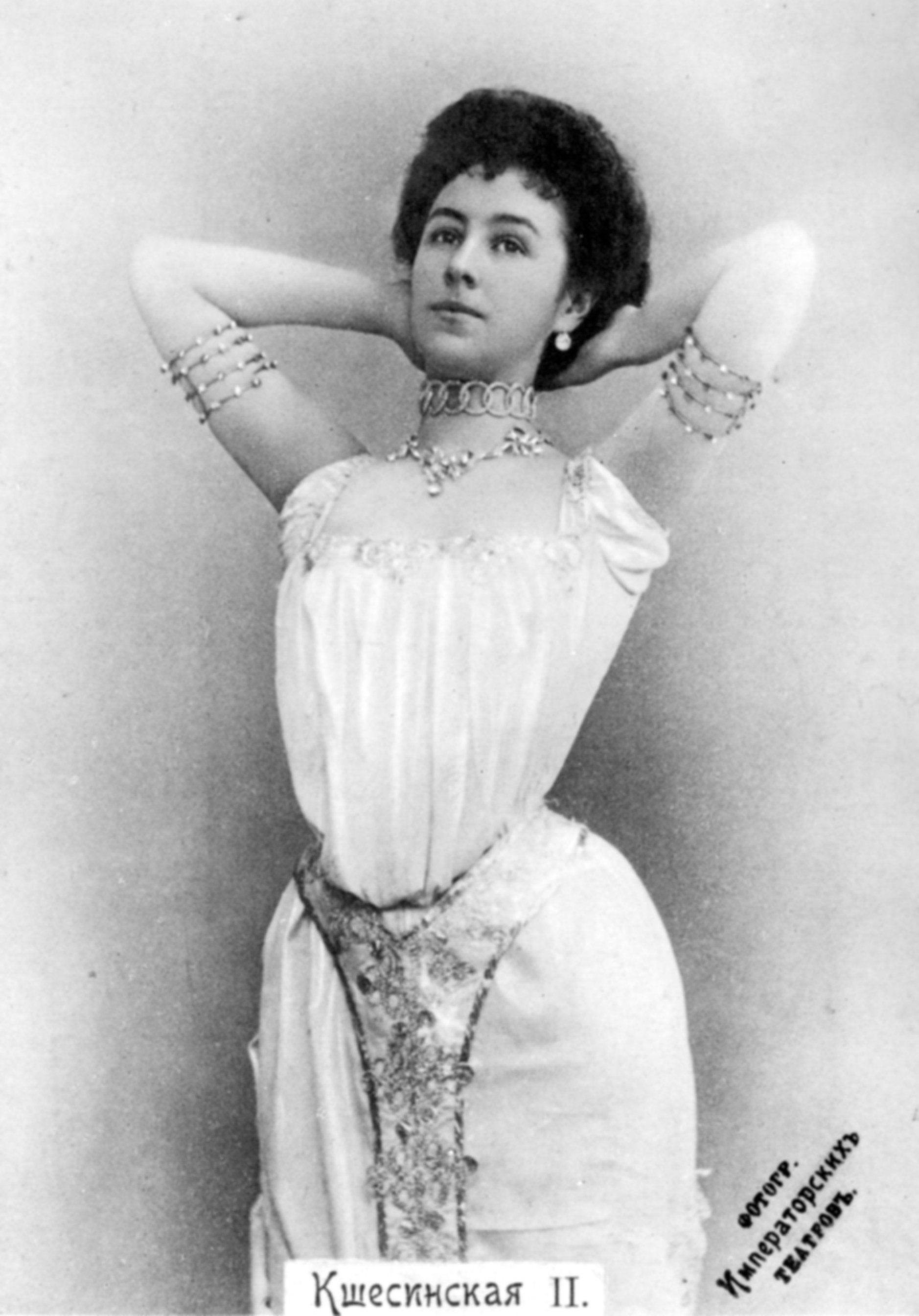
Matyilda Felikszovna Kseszinszkaja, férjezett Romanovszkaja-Kraszinszkaja hercegnő (1896; Rimszkij Korszakov Mladájában)

Matyilda Felikszovna Kseszinszkaja egy tehetséges, lengyel származású balerina volt, aki szoros kapcsolatban állt a cári család több tagjával is. Kezdetben az akkor még trónörökös II. Miklóssal tartott fenn viszonyt, de amikor a cárevics eljegyezte nagy szerelmét, Alix hesseni hercegnőt, a trónörökös véget vetett Kseszinszkajával folytatott kapcsolatának. Kseszinszkaja ezután Szergej Mihajlovics pártfogásába került. A nagyherceg rengeteg pénzt áldozott a balerinára, több hétvégi házat is vásárolt számára Oroszország legfelkapottabb vidékein. Sokak úgy gondolták, a balerina egyáltalán nem szerette a nagyherceget, csak a karrierje előrébb vitelét várta tőle – Szergej nagyherceg ugyanis a Cári Színházi Társaság elnökeként biztosította Kseszinszkaja helyét a Cári Balettben. A pletykák szerint viszonyuk volt, azonban a nagyherceg és Kseszinszkaja naplója csak barátságról számol be. Ezt támasztja alá az is, hogy amikor Kseszinszkaja beleszeretett Szergej Mihjalovics unokatestvérébe, Andrej Vlagyimirovics nagyhercegbe, Szergej nagyherceg nem tett semmit a kapcsolatuk ellen.
1902-ben Kseszinszkaja fiúnak adott életet, akit Vlagyimirnak, ismert becenevén „Vovának” nevezett el. A gyermeket Szergej Mihajlovics is, és Andrej Vlagyimirovics is a saját fiának ismerte el, de később kiderült, hogy Vova Andrej Vlagyimirovics utódja. Kseszinszkaja naplójából kiderült, hogy Szergej Mihajlovics valószínűleg már a kezdetektől fogva tisztában volt ezzel a ténnyel: „biztosan tudom, hogy nem ő a gyermek apja, de ő szeretett és… mindent megbocsátott nekem”. Szergej nagyherceg saját pénzén neveltette fel Vovát, és Kseszinszkaja mindvégig szoros baráti kapcsolatot tartott fenn a nagyherceggel. Később, a bolsevikok hatalomra kerülése után Andrej Vlagyimirovics feleségül vette Matyilda Felikszovnát, és így Vova törvényesen is az ő fia lett. 1924-ben Kirill Vlagyimirovics nagyherceg, aki önmagát Oroszország névleges cárjának tartotta, a „Romanovszkaja-Kraszinszkaja hercegnő” címet adta Kseszinszkajának, a Romanov-ház alágának tagjává emelve a táncosnőt.
1908-ban Varvara Voroncova-Daskova grófnénak Svájcban fia született, akit az Alekszandr névre kereszteltek. A fiú apja valószínűleg Szergej volt. Alekszandrt később Sophia von Dehn, a Romanov-ház egyik távoli rokona adoptálta. Alekszandr Olaszországban nőtt fel; kétszer nősül. Végül az Egyesült Államokban hunyt el 1979-ben.

### A világháború és a forradalom

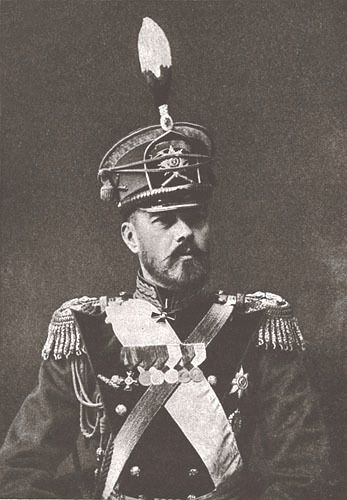
Szergej Mihajlovics nagyherceg az első világháború alatt

Az első világháború kitörésekor Szergej nagyherceg csatlakozott a sereghez, bár csak hónapokkal később tudott szolgálatba állni egy betegség miatt. A nagyherceg lett a tüzérség ellátmányozásáért felelős osztály feje, és mint ilyet számos kritika érte, elsősorban a Duma vezetőjétől. A hadseregben elharapózott korrupció és megvesztegetések, és többen is megvádolták a nagyherceget, hogy a hadsereg számára fenntartott élelmiszerből rendszeresen juttat Kseszinszkajának; ez arra késztette Szergej Mihajlovicsot, hogy 1916-ban önként lemondjon ellátmányozási szerepéről. Sztavka mellé helyezték át, ahol egy ideig ismét fontos szerepet töltött be, és napi rendszerességgel beszélt II. Miklós cárral. Azonban hamar a korrupció árnyéka vetült a nagyhercegre, amelyben feltehetőleg benne volt nagy ellenségének, Alekszandra Fjodorovna cárnénak a keze is. Szergej Mihajlovicsot nem vonták kérdőre, de fokozatosan eltávolodott a cártól.
Amikor II. Miklós cár 1917-ben aláírta a lemondását, Szergej Mihajlovics a cár kíséretében tartózkodott Mahiljovban Kseszinszkajával és Vovával. Mahiljovban rossz életkörülmények között éltek, így még az év júniusában visszatértek Petrográdrak. Az Új Mihajlovszkij-palotába költöztek Nyikolaj Mihajlovics nagyherceghez, aki a menekülést sürgette. Szergej Mihajlovics megkérte Kseszinszkaja kezét, azonban a balerina nemet mondott; és július 13-án a táncosnő fiával a Kaukázusba utazott, hogy csatlakozzanak Andrej Vlagyimirovics nagyherceghez.
1917 novemberében, a bolsevikok hatalomátvételét követően a cári család minden tagját nyilvántartás céljából berendelték a Cseka petrográdi főhadiszállására. 1918 áprilisában megint meg kellett jelenniük, azonban ekkora már többen elszöktek a bolsevikok elől. Ahogy bement a főhadiszállásra, Szergej Mihajlovicsot rögtön elfogták, és Szibériába deportálták. A nagyherceggel tartott titkára mellett Ivan Konsztantyinovics, Igor Konsztantyinovics és Konsztantyin Konsztantyinovics hercegek, valamint Vlagyimir Pavlovics Palej herceg, Pavel Alekszandrovics nagyherceg morganatikus házasságából származó fia. A foglyokat április 4-én Vjatkába szállították, ahol külön szállásolták el őket. Noha foglyok voltak, viszonylag szabad életvitelt folytathattak.
Április 30-án a helyi bolsevik tanács rendelkezésére az összes családtagot átszállították az Urál-hegységben fekvő Jekatyerinburgba. Itt csatlakozott hozzájuk Jelizaveta Fjodorovna nagyhercegné, a cárné nővére, aki férje halála után kolostorba vonult, és Jekatyerinburgba elkísérte egyik rendtársnője is. Ugyan II. Miklós cár és családja is Jekatyerinburgban voltak bebörtönözve az Ipatyev-házban, a kapcsolatot nem tudták felvenni velük. Május 18-án Szergej Mihajlovicsot és rabtársait vonatra tették, hogy két nap múlva megérkezzenek a Jekatyerinburgtól körülbelül kétszáz kilométerre fekvő Alapajevszkbe.

### Halála
Alapajevszkben a városi iskolában tartották őket fogva. Szergej nagyherceg egy szobán osztozott titkárával, Fjodor Remezzel és Palej herceggel. Még itt is nagy szabadságnak örvendtek a kezdetekben, sétákat tehettek a városban, járhattak templomba és beszélhettek a helybéliekkel. Az iskola kertjében növényeket termesztettek. Nyár elején a helyzet drasztikusan megváltozott, a társaság ténylegesen is az iskola rabja lett; az épületet magas fallal vették körül.
1918. július 18-án éjjel, egy nappal a cár és családja kivégzése után a foglyokat alvás közben megkötözték, és autókra pakolták. Az egyik őr leírása szerint egyedül Szergej Mihajlovics nagyherceg küzdött, mire rálőttek, a karját találva el. A foglyokat a város közelében lévő bányák egyikéhez vitték. Az őrök itt puskatussal megverték, majd a bányába dobták őket. Hogy áldozataik biztosan meghaljanak, még kézigránátot is robbantottak. A robbanás betemette a foglyokat a bányába, de még napokig éltek.
1918. szeptember 28-án a fehér seregek bevették Alapajevszk városát abban a reményben, hogy még életben lelik a rabokat. A városlakók elvezették őket a bányákhoz, és a fehér katonák megkezdték a kivégzettek maradványainak összeszedését. A nyomozók és a fehér szakértők a ruháik alapján próbálták azonosítani az áldozatokat. A maradványokat újratemették az alapajevszki templomban, de nyolc hónappal később a fehér seregek feladni kényszerültek Alapajevszket. Irkutszkba vonultak vissza, és magukkal vitték a cári család maradványait is. A fehérek folyamatos hátrálásával a csontok egyre beljebb kerültek a kontinensen, végül egy pekingi orosz templomban temették el őket. A templom később megsemmisült, de feltételezések szerint a maradványok ma is ott találhatóak.

## Külső hivatkozások
- Képek, érdekességek Archiválva 2009. március 2-i dátummal a Wayback Machine-ben (angolul)
- Életrajza (oroszul)